# Бине, Шарль-Анри-Жозеф
Анри-Шарль-Жозеф Бине (фр. Charles-Henri-Joseph Binet; 8 апреля 1869, Жювиньи, Франция — 15 июля 1936, Безансон, Франция) — французский кардинал. Епископ Суассона с 16 июня 1920 по 31 октября 1927. Апостольский администратор Суассона с 31 октября 1927 по 1 мая 1928. Архиепископ Безансона с 31 октября 1927 по 15 июля 1936. Кардинал-священник с 19 декабря 1927, с титулом церкви Санта-Приска с 22 декабря 1927.